# Jan Nowowiejski
Jan Bogusław Nowowiejski (ur. 24 czerwca 1933 w Piątkowie (obecnie Poznań), zm. 6 sierpnia 2016 w Poznaniu) – polski pianista, organista, klawesynista i pedagog, najmłodszy syn Feliksa Nowowiejskiego.
Pobierał lekcje pianistyki u ojca oraz prof. Władysława Kędry. Ukończył Państwową Wyższą Szkołę Muzyczną w Poznaniu na wydziale instrumentalnym. Jako pedagog pracował w państwowych szkołach muzycznych w Gnieźnie, Zbąszyniu i Szamotułach oraz w Studium Nauczycielskim w Poznaniu i Szamotułach. Ponadto koncertował w kraju oraz zagranicą jako pianista i organista, prezentując głównie utwory ojca.
Był jednym z założycieli i Honorowym Prezesem Towarzystwa im. Feliksa Nowowiejskiego z siedzibą w Poznaniu. Za swe zasługi został uhonorowany złotym krzyżem za zasługi na rzecz rozwoju województwa warmińsko-mazurskiego, tytułem „Zasłużony dla Miasta Poznania” (2010) oraz honorowym obywatelstwem Barczewa. Otrzymał również dyplom Towarzystwa Przyjaźni Polsko-Węgierskiej za propagowanie muzyki węgierskiej. Był poliglotą - władał językami: angielskim, francuskim, niemieckim, rosyjskim i węgierskim.
Pochowany na cmentarzu parafialnym św. Jana Vianneya w Poznaniu przy ul. Lutyckiej (kwatera św. Michała-2-15).

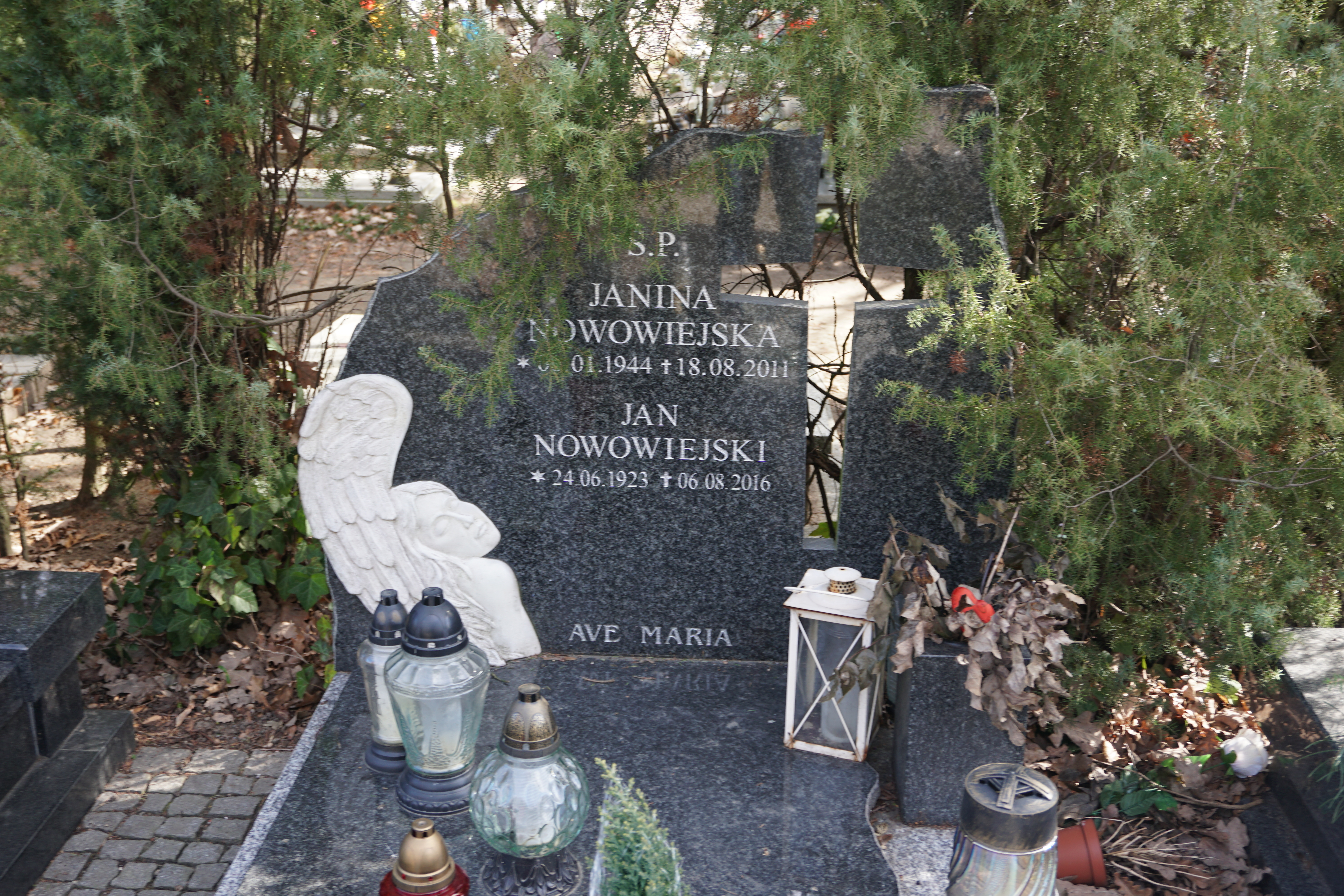
grób Jana Nowowiejskiego na cmentarzu parafialnym św. Jana Vianneya w Poznaniu